# 石景山隧道 (北京)
39°55′08″N 116°08′21″E / 39.918836°N 116.139197°E
在北京市石景山区的石景山，有两条铁路以隧道形式穿过，它们分别是丰沙铁路和北京市中低速磁浮交通示范线（S1线）。两条线路以隧道形式在山中十字立体交叉，其中丰沙铁路隧道在下，S1线隧道在上。这两条隧道均称为石景山隧道。丰沙线隧道于2017年12月21日投入使用，S1线隧道于2017年12月30日投入使用。

## 概要
丰沙铁路石景山隧道是由于长安街西延跨永定河桥与既有丰沙铁路相冲突而建设的，建成后丰沙铁路将改为以隧道形式下穿长安街西延，改线后原有线路拆除，以为长安街西延桥提供空间。丰沙铁路改线全长6985米，其中隧道段——即石景山隧道——全长4350米。丰沙线原线位于永定河大堤东侧、石景山西侧；新线隧道位于丰沙线原线以东约50米，南北走向，穿过首钢和京能热电的厂区，其中大部分（3871米）为明挖隧道，而下穿石景山的479米为暗挖隧道。
S1线作为磁浮交通，绝大部分为高架线路，唯独由于需要穿过石景山，修建了一小段隧道。S1线的石景山隧道东西穿过石景山，全长278米。S1线的隧道位于丰沙铁路隧道上方约14米的位置。S1线隧道出口处虽然与丰沙铁路原线路相交，但两条线有足够的高差，因而丰沙铁路原线路并不会如阻碍长安街西延桥建设一样，阻碍S1线高架建设。

## 施工

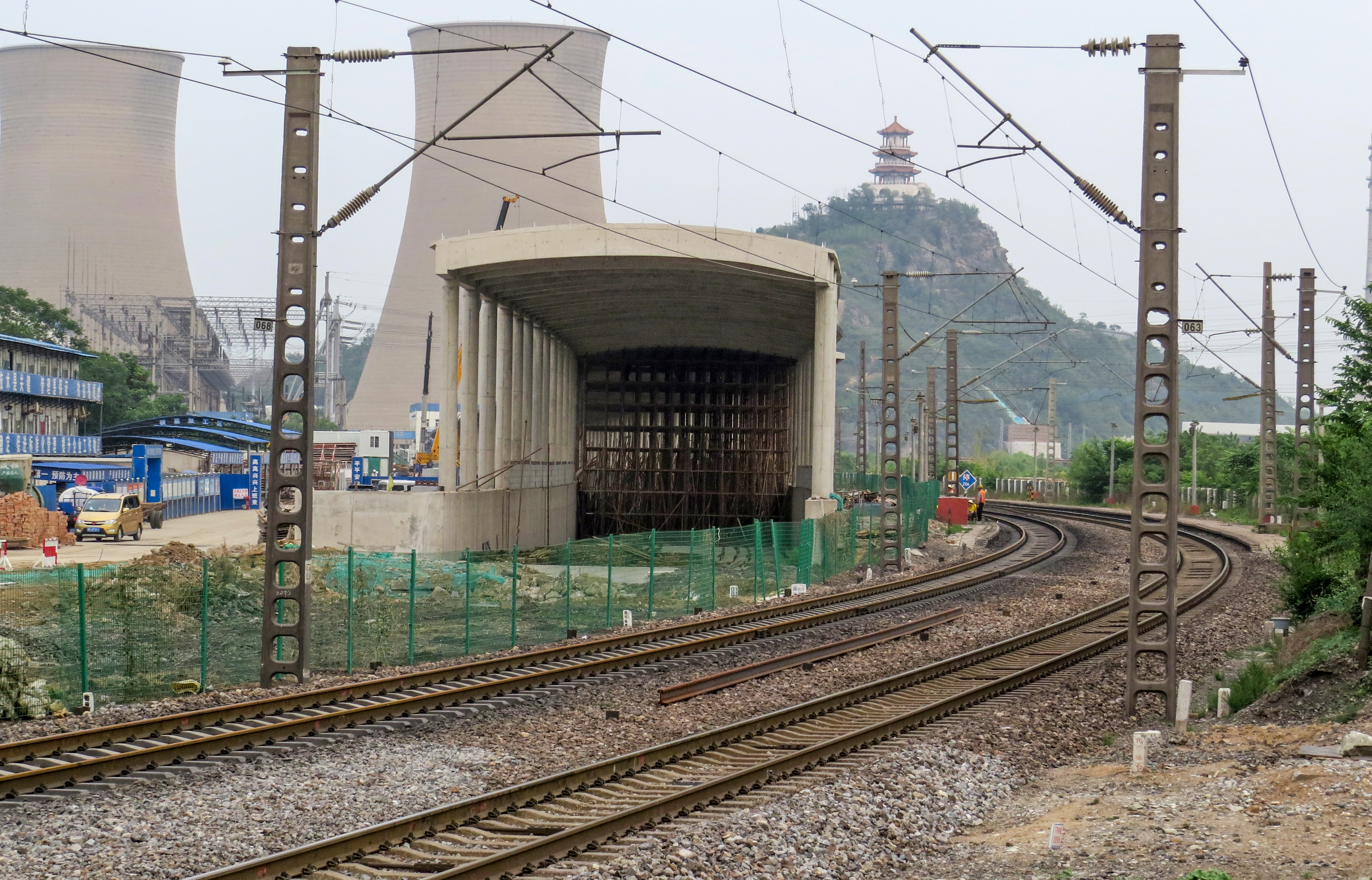
位于养三站原址的丰沙线石景山隧道西出口（2017年6月）

两条隧道均由中铁六局负责施工。丰沙铁路入地工程于2016年5月开工，S1线石景山隧道于2016年6月开工。
由于石景山山体为岩石，十分坚硬，较为理想的施工方法为钻爆法。然而石景山上有元君庙等若干文物建筑，由于一般使用的钻爆法造成的振动较大，出于保护文物的考虑，无法如此建设。因而最初两条隧道均选用了机械开挖，速度很慢。S1线使用新型悬臂式掘进机，开挖较为顺利，没有对工期造成严重影响；而丰沙铁路隧道岩体比原来预计的更为坚硬，施工进展比预期更加缓慢。由于丰沙铁路入地阻碍了长安街西延桥的施工，因此施工方改为选用成本较高的电子雷管进行“微爆破”施工，以在保证文物建筑振动不超过限值0.5厘米每秒的同时，加快施工速度。
丰沙铁路入地隧道暗挖段已于2017年5月末贯通。